# Янінська фортеця
Янінська фортеця (грец. Κάστρο Ιωαννίνων) — укріплення старого міста Яніна на північному заході Греції.

## Історія
Перші укріплення міста Яніна були побудовані в VI столітті. Зокрема, історик Прокопій Кесарійський згадує про будівництво візантійським імператором Юстиніаном I нового «добре укріпленого» міста для жителів стародавньої Єврої. Однак його записи не підкріплені жодними конкретними археологічними доказами. Розкопки виявили укріплення, що належить до елліністичного періоду (IV–III століття до н. е.), які надалі були реконструйовані у візантійський та османський періоди. Грецький археолог К. Цурес датував міські мури та північно-східну цитадель X століттям, з доповненнями наприкінці XI століття, включаючи південно-східну цитадель, побудовану під час того як нормани під керівництво Боемунда І з Таранто заволоділи містом.
У період після 1204 року міські мури та північно-східна цитадель були реконструйовані. Також їх реконструювали в 1367–1384 роках за Фоми Комніна Палеолога. Мури у візантійський період розташовувались так, як і їх сучасні залишки.
Після падіння Візантійської імперії місто було в складі різних держав і державних утворень, зокрема Епірського деспотату, належала сербському правителю Стефану Душан у 1346 році, флорентійському авантюристу Ісау де 'Буондельмонті, який захопив місто у 1385 році, династії Токко — правителям Кефалонії та Закінфу (з 1411 по 1430 роки) та Османській імперії (з 1430 по 1913 роки).
Замок удосконалювався та ремонтувався в період правління Алі-паші, а модифікації та ремонти, здійснені попередніми османськими намісниками на стінах візантійського періоду, вже не помітні, оскільки Алі-паша ініціював масштабну реконструкцію стін на початку XIX століття, яка була завершена в 1815 році. Реконструкція охоплювала наскільки це було можливо існуючі на той час візантійські укріплення, перед якими добудовували стіну, а простір між ними заповнювався щебенем або було побудовано склепінчасті галереї. Це дозволило утворити поверх стін велику терасу, на яку можна було встановити гармати.

## Розташування
Замок розташований у південно-східному кінці сучасного міста на скелястому мисі озера Яніна. Замок має дві датовані XI століттям цитаделі, про які згадується в «Олексіаді» Анни Комніна: північно-східна цитадель, де зараз домінує мечеть Аслана-паші, та інша південно-східна цитадель, відома також як Внутрішній замок (з турецької мови: Iç Kale). Загальний периметр мурів заввишки від 8,85 м до 13,69 м складає 2000 м.

### Північно-східна цитадель
Північно-східна цитадель займає площу приблизно 6000 м² і оточена стіною, яка частково належить до візантійського періоду, включаючи величні південні ворота з великою круглою вежею, яка у візантійські часи називалась «Верхня вежа» (επάνω γουλάς). Цитадель виступала житлом місцевого намісника, а згодом і деспотів Епіру, а в ній розташовувався палац, а також церква, присвячену святому Івану.
Після невдалого повстання Діонісія Філософа в 1611 році та вигнання християнського населення з території цитаделі, церква святого Іоанна була зруйнована і замінена в 1618 р. комплексом мечеті Аслана-паші, що включає мечеть, могилу її засновника (тюрбе), медресе і кухні, які збереглися до наших днів. Цитадель стала мусульманським релігійним центром міста. Сьогодні в мечеті Аслана-паші знаходиться археологічний музей Яніни.

### Внутрішній замок
Внутрішній замок (Iç Kale) по суті утворює окрему фортецю в межах старого міста, що займає площу близько ca. 30000 кв. м. Його будівництво датується 1082 роком, під час захопленням міста Боемундом. Головна візантійська реліквія того періоду — велика кругла вежа в центрі цитаделі, знана як Вежа Боемунда. Нещодавні розкопки також виявили фундаменти елліністичного періоду. У візантійський період цитадель розміщувала резиденції архонтів міста, а також церкву Таксиархів та церкву Пантократора.
За Алі-паші Внутрішній замок було повністю перебудовано і він став його головною резиденцією. Саме тут він побудував свій палац (сарай), який був великою і складною двоповерховою спорудою з багатьма вікнами з видом на озеро Яніни. Палац продовжував служити адміністративним центром міста до 1870 року, коли його було зруйновано, хоча він вже був сильно пошкоджений під час облоги 1821-1822 султанськими військами. Розкопки показали, що селямлик, найімовірніше, розташовувався в північній стороні палацу, а в південній — гарем. Руїни, що збереглись, належать переважно до південної частини палацу, включаючи руїни круглої вежі Боемунда.
Після захоплення міста Грецією в 1913 р. місце, де розташовувалася головна будівля палацового комплексу, згодом було використано для будівництва міського військового госпіталю, який, своєю чергою, у 1958 році замінив королівський павільйон. З 1995 року тут розташований Візантійський музей Яніни. Поруч з музеєм на сході цитаделі розташована мечеть Фетхіє з гробницею Алі-паші Тепелєнського та однієї з його дружин. Мечеть розташована на місті собору візантійської епохи і спочатку була побудована після завоювання османами міста у 1430 році. Мечеть була перебудована у XVII столітті та реконструйована за часів Алі-паші у 1795 році.
Основна збережена частина палацу Алі-паші — це розташована на півночі квадратна будівля невстановленого призначення, яку називають «Скарбницею» (Θησαυροφυλάκιο). Ця будівля була відновлена в 1989—1990 роках і там розмістили виставку з історії та методів сріблярства в місті та регіоні, який був відомий цим ремеслом ще в османські часи. Інші споруди — це кухні, що належать до початку XIX століття, розташовані в північно-західній частині цитаделі, які зараз служать трапезною; сховище пороху на північний схід від мечеті Фетхіє, яке сьогодні слугує освітнім простором, залишки башт та інших будівель, таких як лазні та казарми.

## Фотогалерея

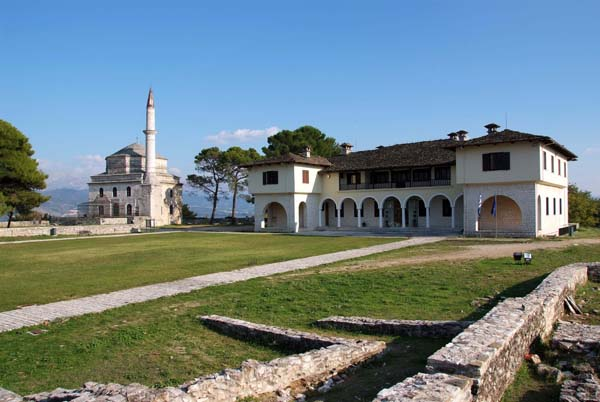
Мечеть Фетхіє (ліворуч), Візантійський музей (праворуч)
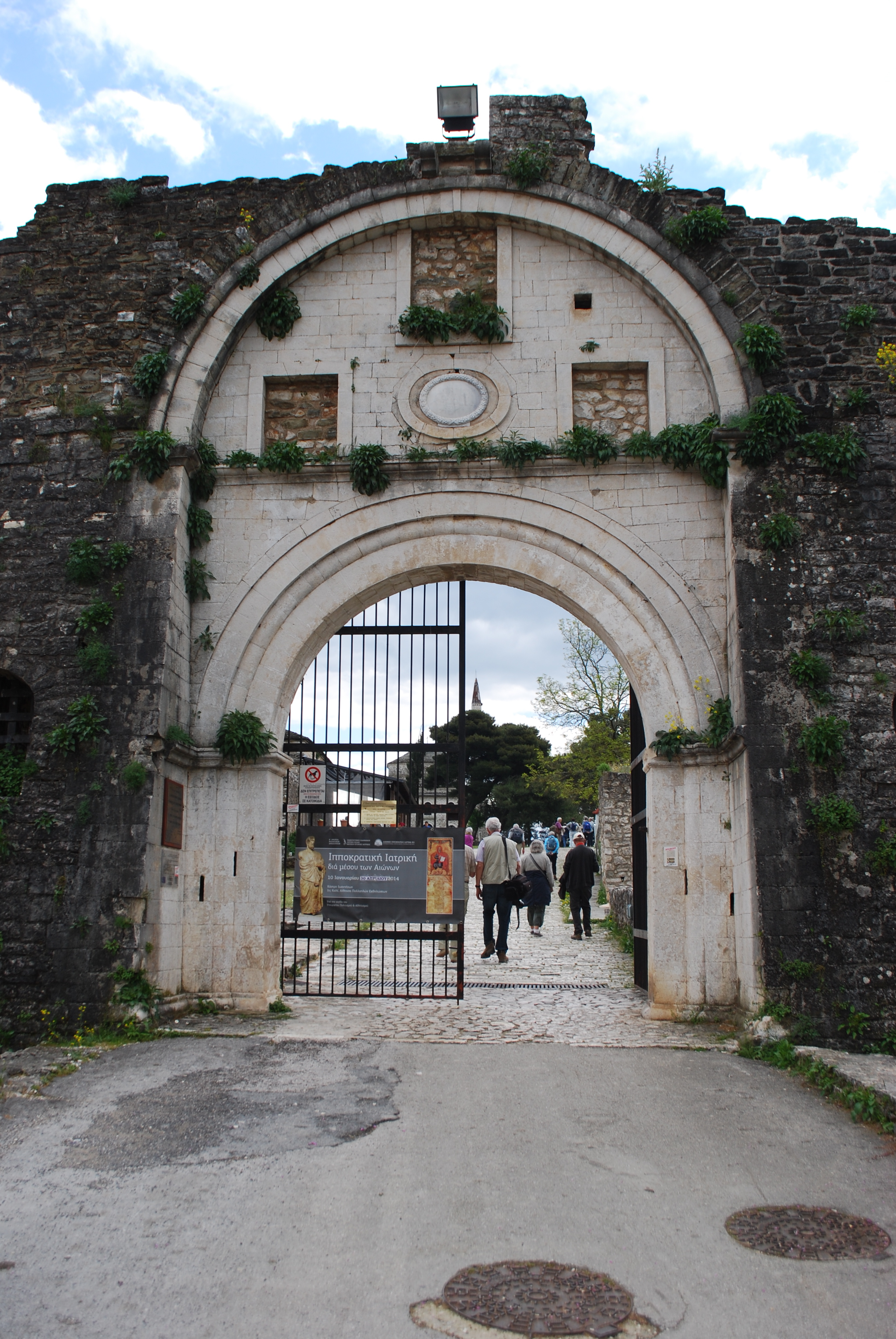
Головний вхід у Внутрішній замок
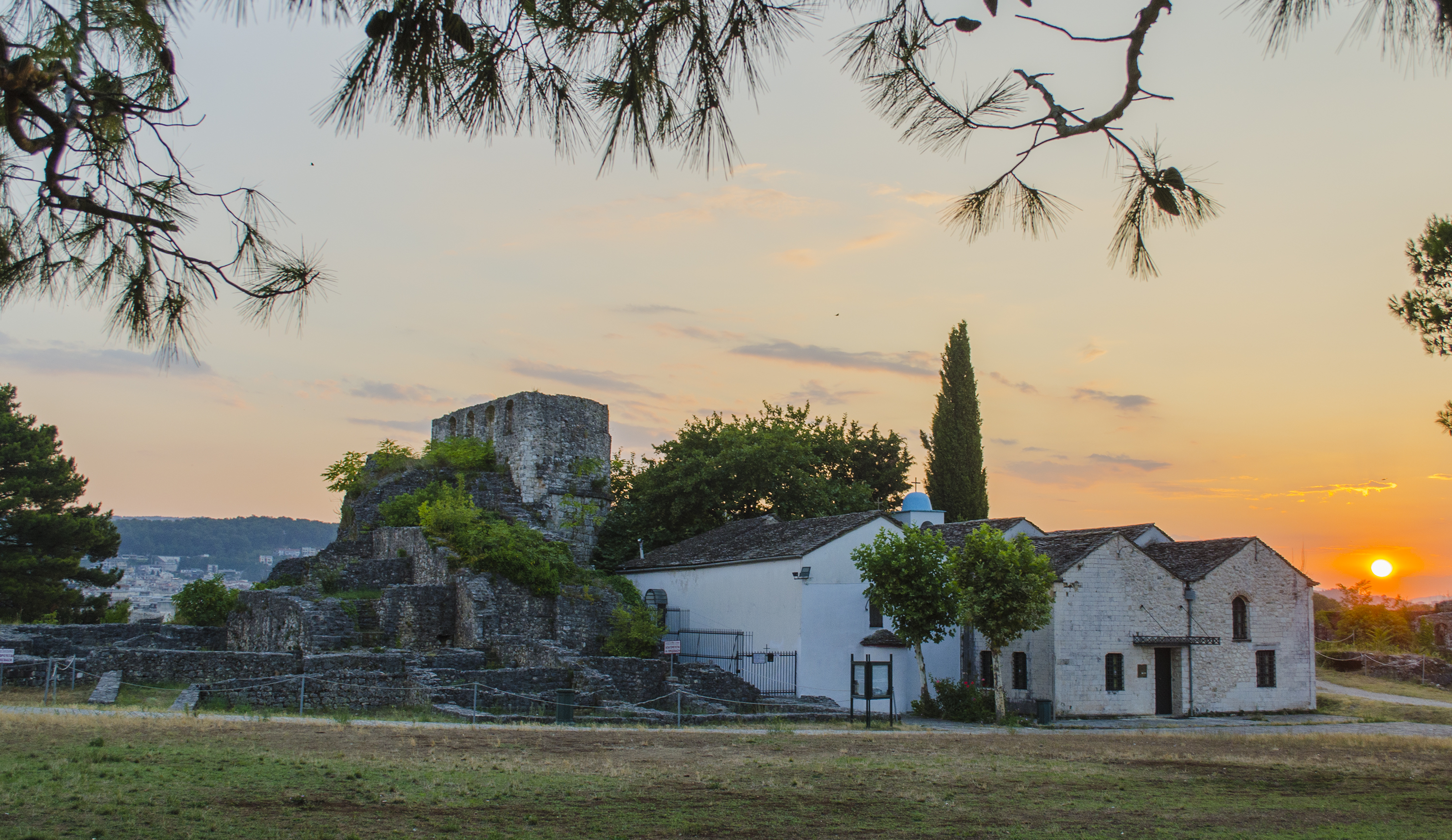
Руїни палацу і башти
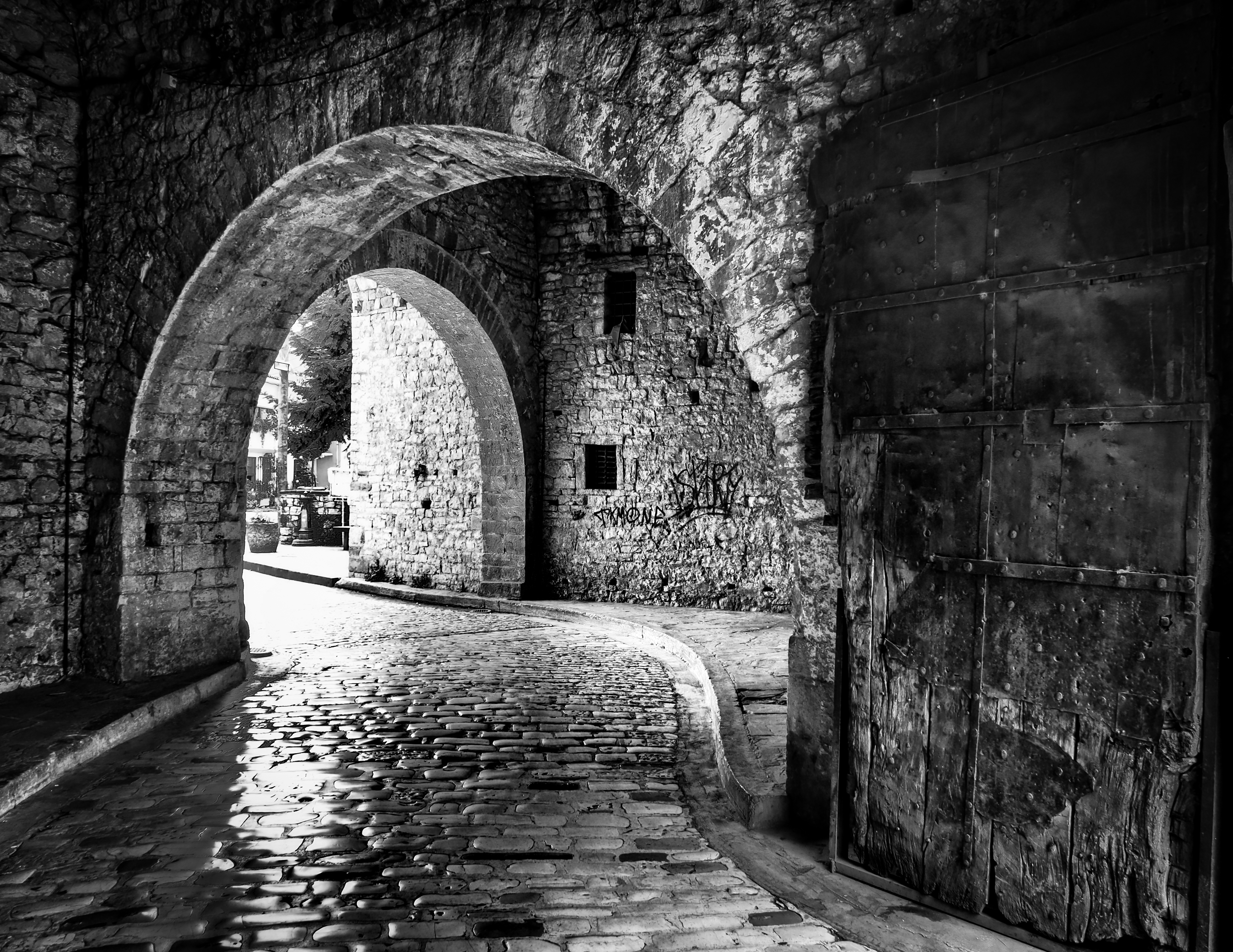
Ворота замку
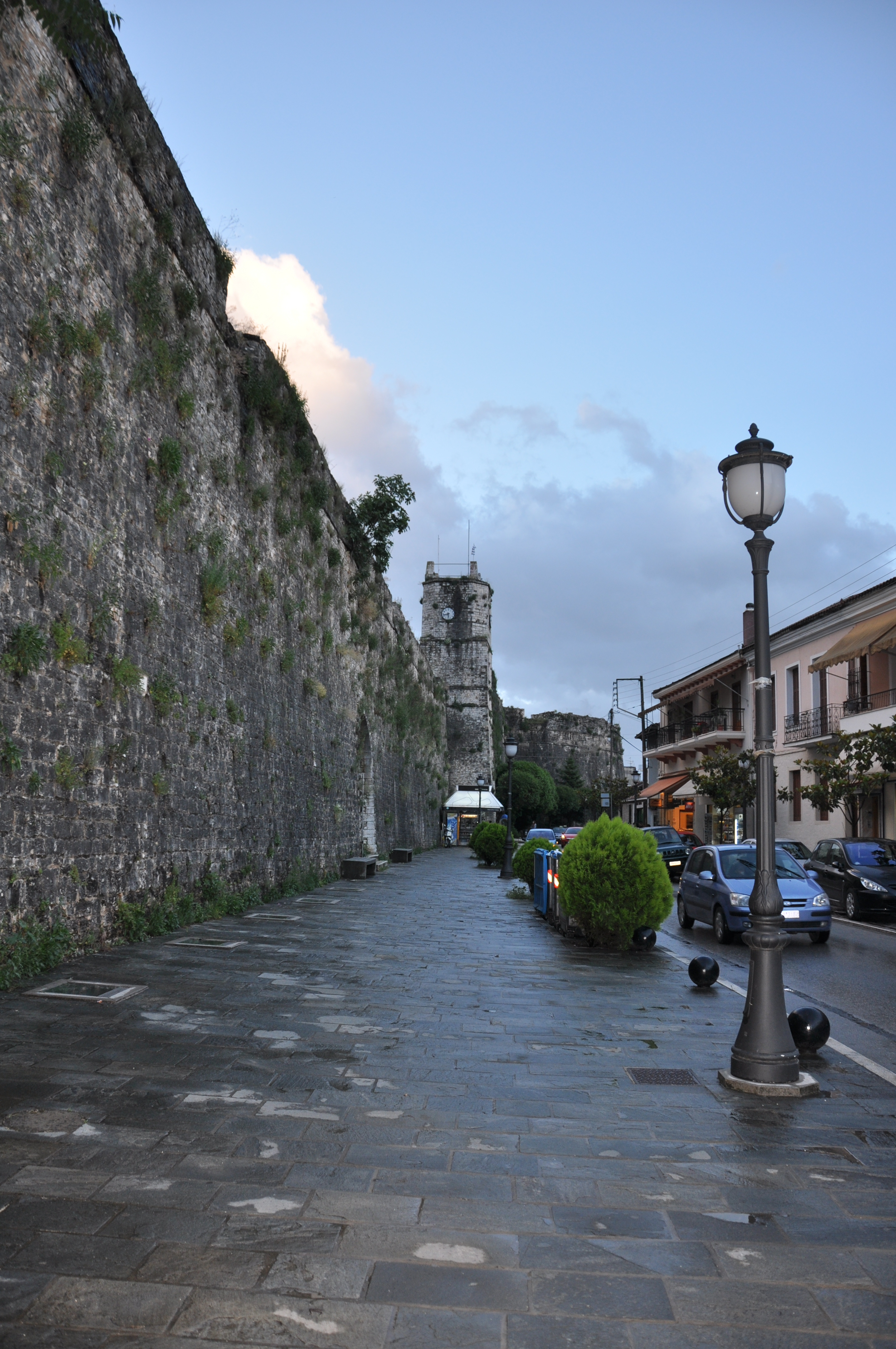
Оборонний мур
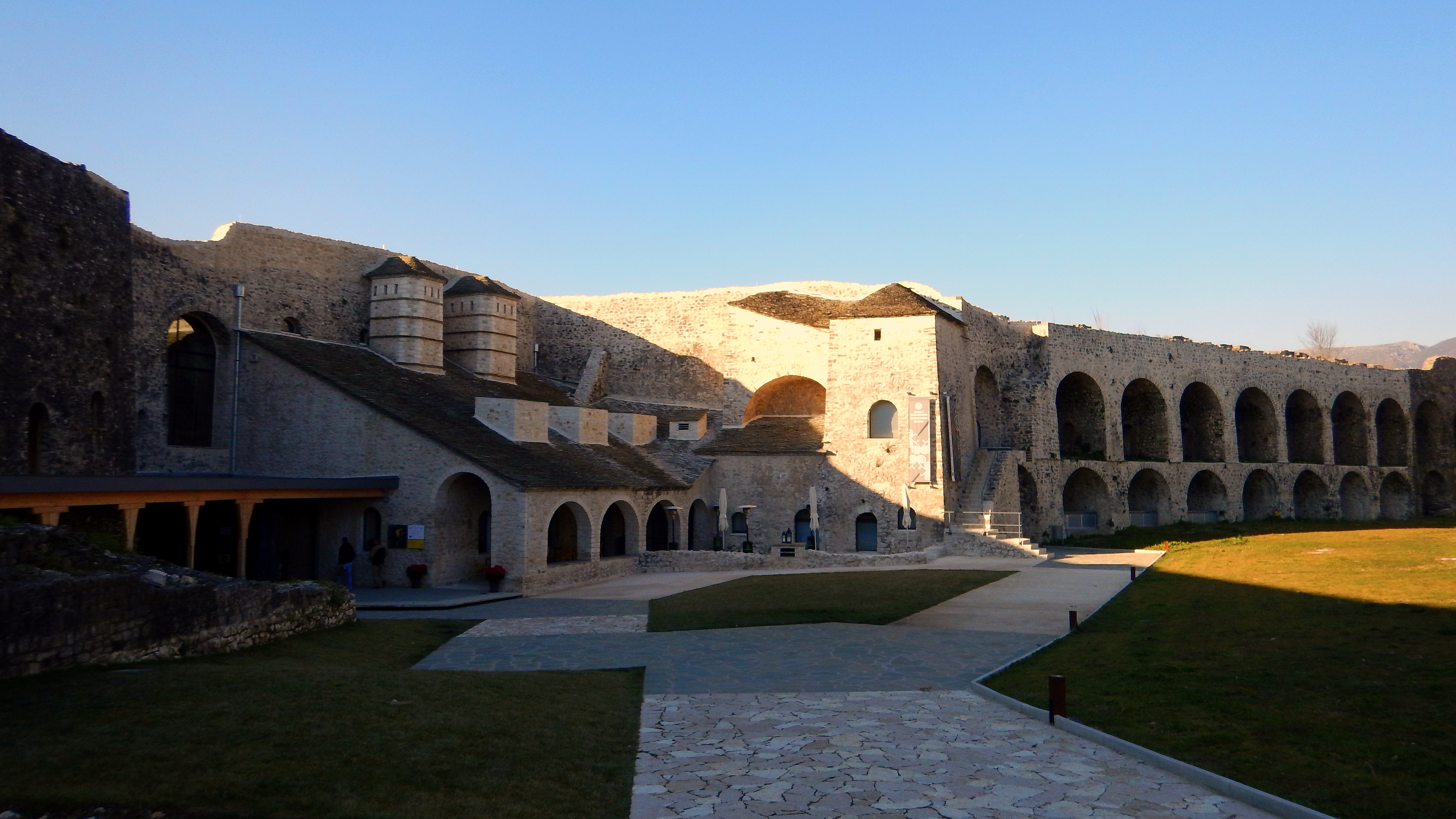
Музей сріблярства